# Белите брези (курорт)
Вижте пояснителната страница за други значения на Белите брези.
Белите брези е курортна местност в Родопите. Разположена е на 30 km от Кърджали и на 6 km от Ардино. Това е едно от местата с най-силно развит туризъм в областта. На територията на Белите брези е построена почивна станция с общ капацитет от около 250 легла. В местността се намира единствената естествено растяща гора от бяла бреза в Родопите. Горите от бяла бреза са рядкост за България и основните площи, покрити с този вид, са изкуствено залесени. Има площ около 3680 декара. Освен бяла бреза се срещат още и бук, бял бор, черен бор, обикновен смърч и други, но те са по-слабо представени.
По традиция всяко лято Астрономическата обсерватория „Сл. Златев“ организира национална лагер-школа по астрономия и астрофизика, в която участват най-вече кръжочници на астрономически клубове към народните астрономически обсерватории и планетариуми в страната.